# Magnolia dawsoniana
Magnolia dawsoniana är en magnoliaväxtart som beskrevs av Alfred Rehder och Ernest Henry Wilson. Magnolia dawsoniana ingår i släktet Magnolia och familjen magnoliaväxter. Inga underarter finns listade i Catalogue of Life.

## Bildgalleri

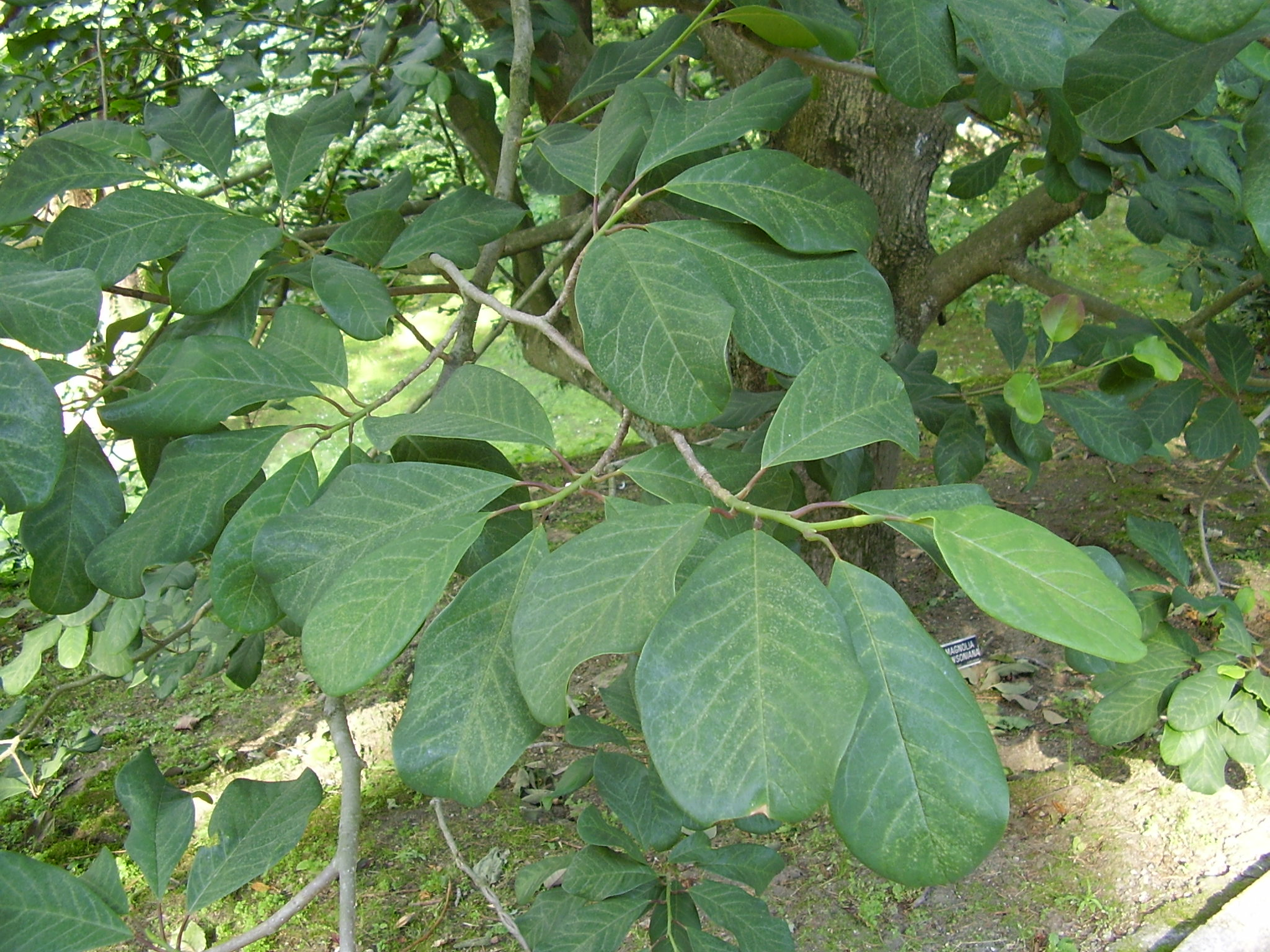
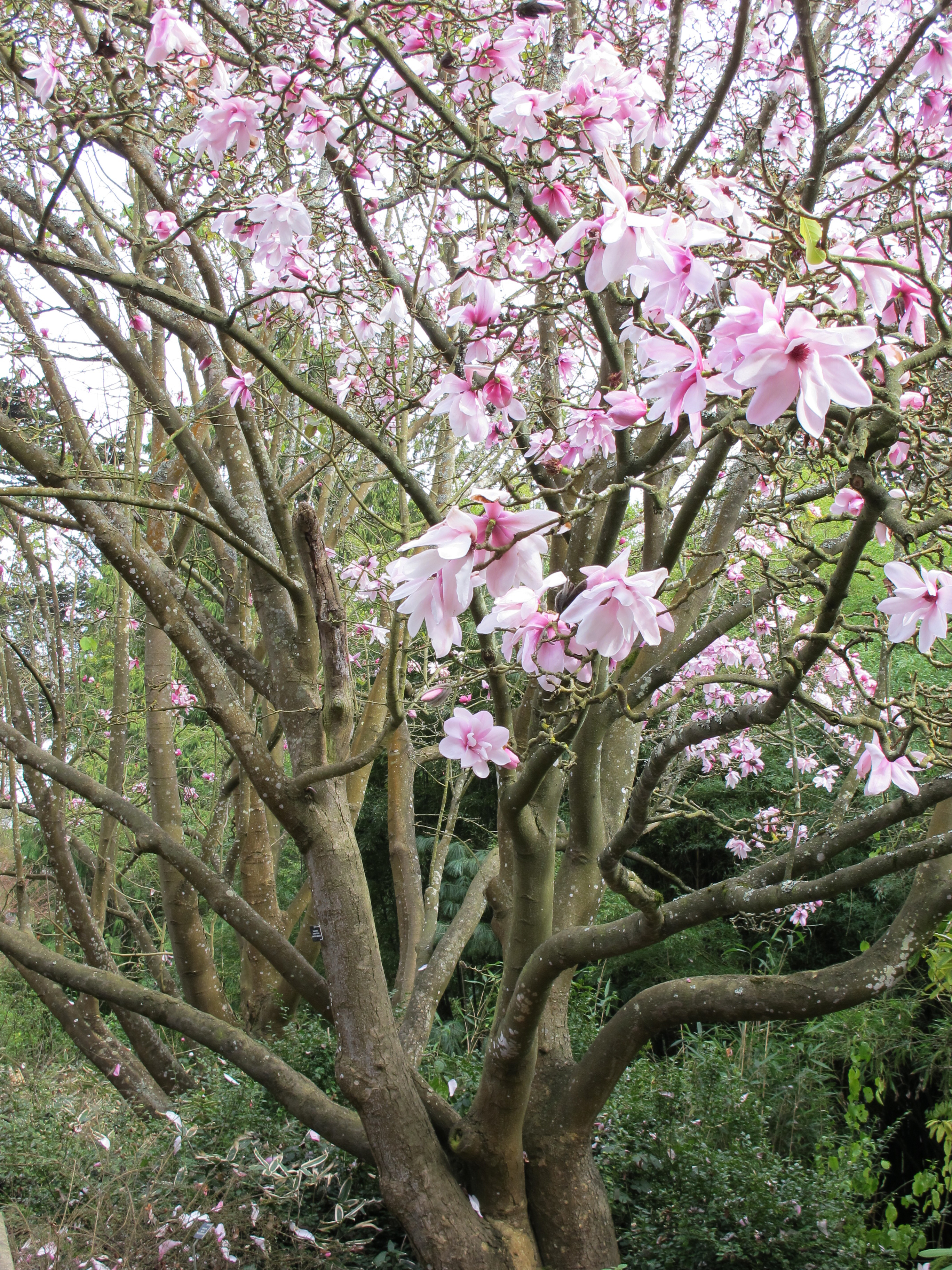
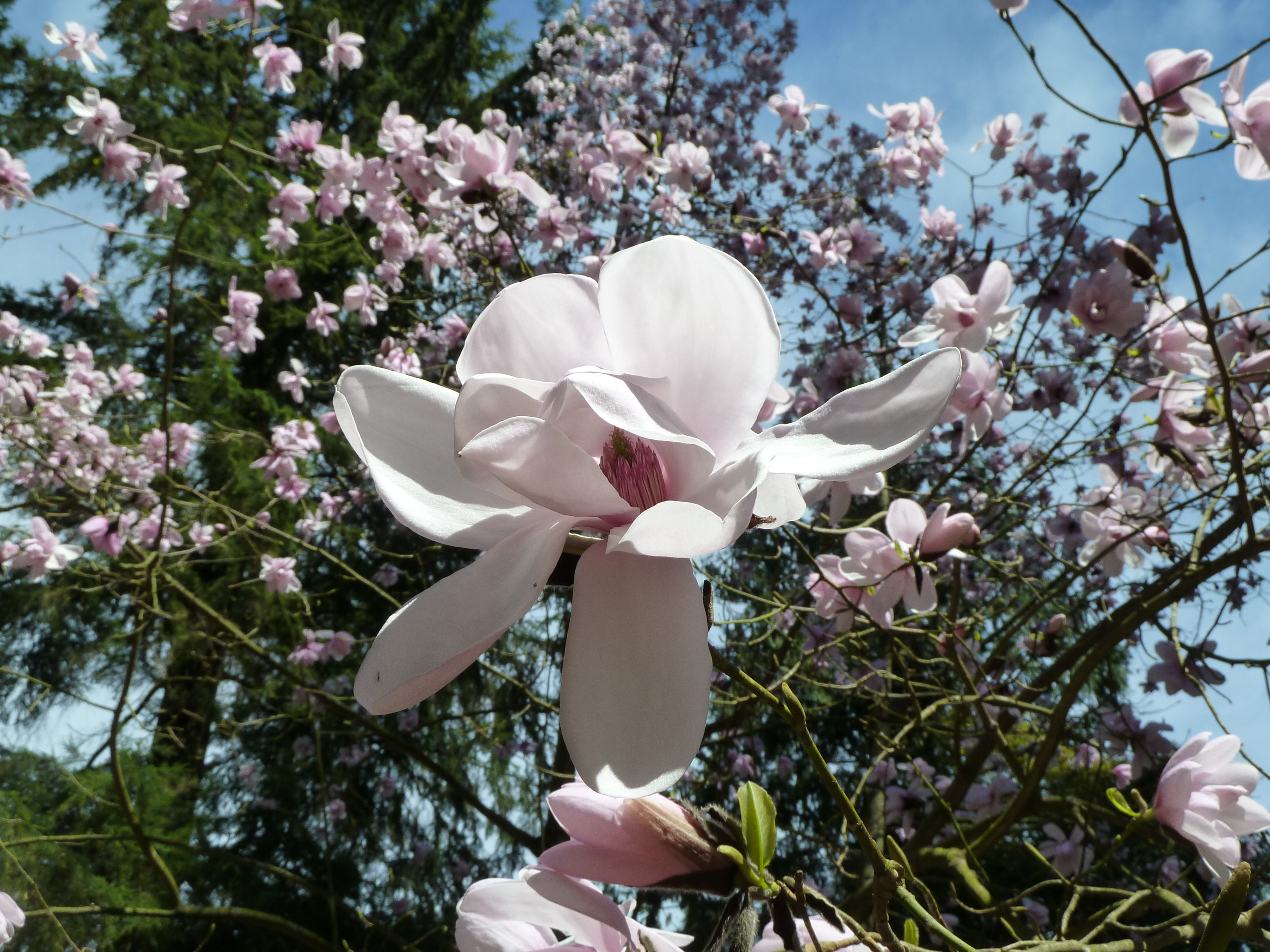
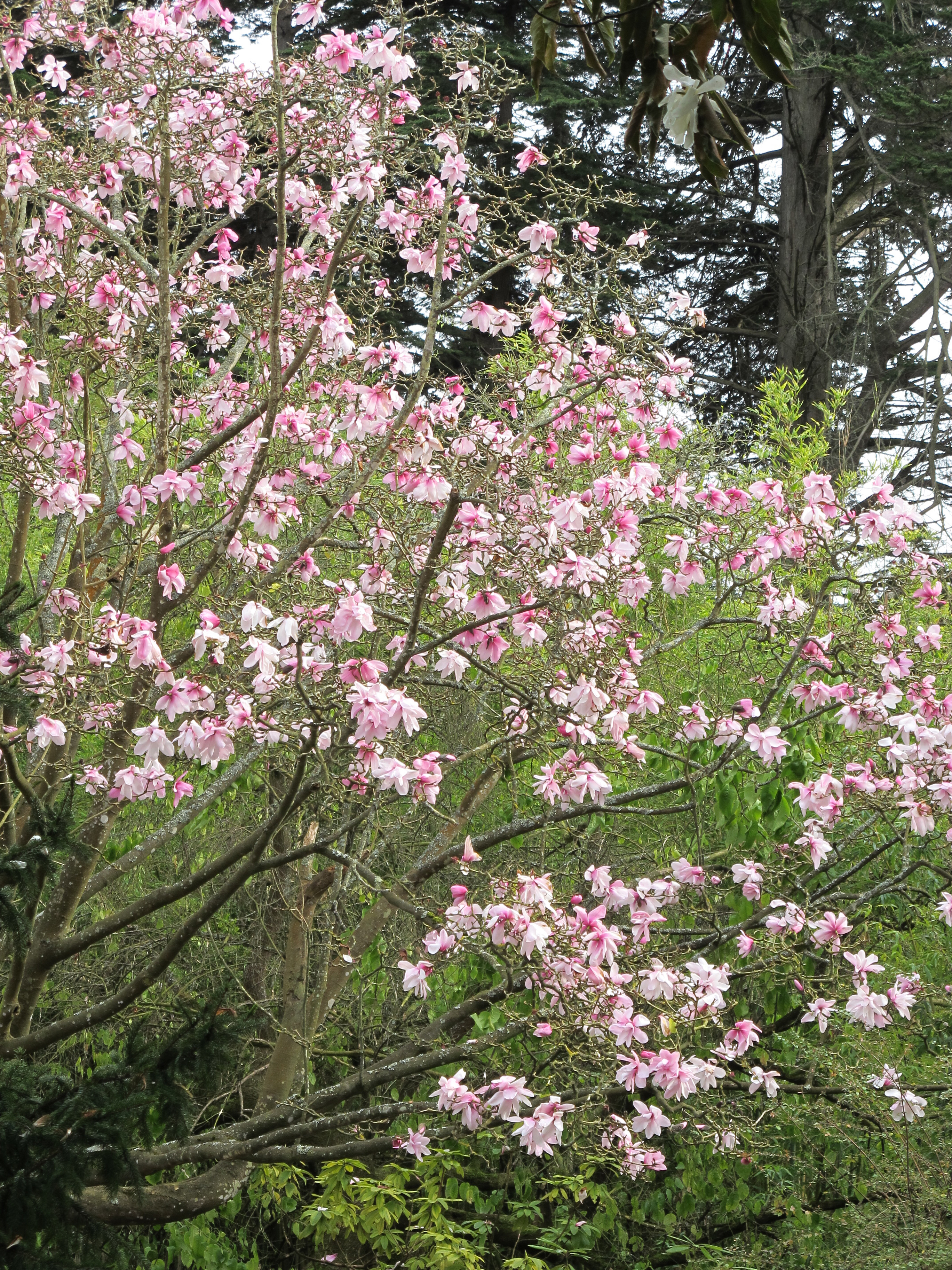